# UCLouvain Bruxelles Woluwe
Cet article possède un paronyme, voir Université de Bruxelles.
Pour les articles homonymes, voir Alma.
L'UCLouvain Bruxelles Woluwe, également connu sous les noms de Louvain-en-Woluwe ou d'Alma, est une implantation de l'université catholique de Louvain à Bruxelles, Belgique. Le campus, construit dès 1970 à la suite de l'affaire de Louvain, accueille les facultés de médecine et médecine dentaire, de pharmacie et des sciences biomédicales et de santé publique de l'UCLouvain, les Cliniques universitaires Saint-Luc, principal hôpital académique de l'université, ainsi que de nombreuses autres institutions d'enseignement supérieur et hautes écoles et un vaste complexe sportif.
Il s'agit d'un des trois sites de l'UCLouvain à Bruxelles, avec l'UCLouvain Bruxelles Saint-Gilles et l'Université Saint-Louis - Bruxelles.

## Histoire
À la suite de la scission de l'université catholique de Louvain en deux entités juridiquement indépendantes en 1968, l'université francophone s'est implantée dans sa majeure partie à Louvain-la-Neuve (Brabant wallon) depuis 1972. Il est décidé de déplacer la faculté de médecine à l'est de Bruxelles et d'y construire un nouveau centre hospitalier. En 1968, l'UCLouvain acquiert des terrains dans la commune bruxelloise de Woluwe-Saint-Lambert et y installe ses facultés médicales, ouvertes en 1974. Au début des années 1970, l'université entame également la construction du nouvel hôpital, les Cliniques universitaires Saint-Luc, inaugurées en 1976,. La station de métro Alma, au centre du campus, est inaugurée en 1986.
D'abord dédié aux formations médicales, de l'université ou d'écoles partenaires, désormais tous types de formations y sont enseignés.

## Description

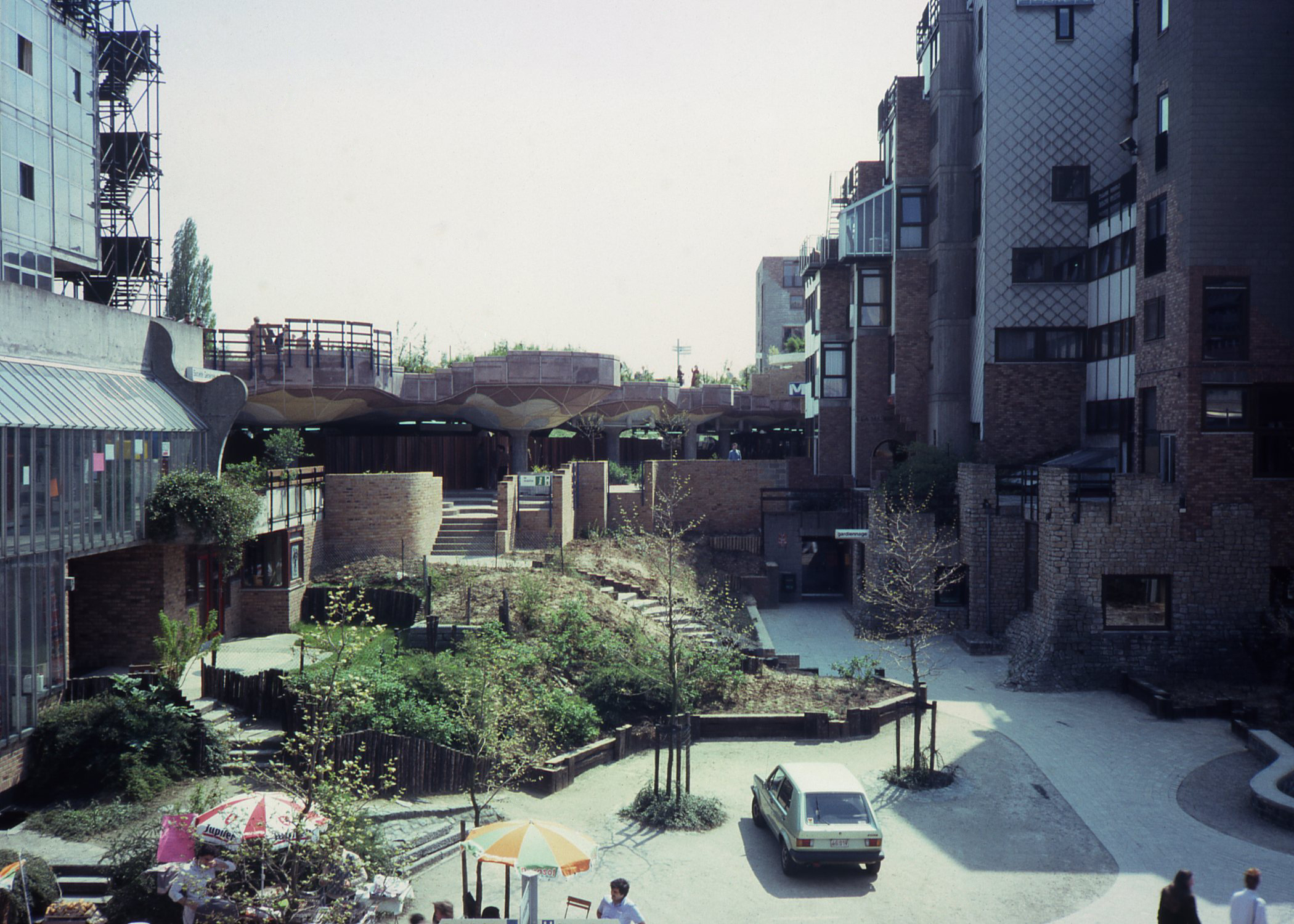
La place de l'Alma en 1982.

Similairement à Louvain-la-Neuve, ville nouvelle érigée pendant les années 1970, le site de Woluwe est construit sur un modèle urbain et piéton. Le campus est centré autour de la place de l'Alma, place principale sur différents niveaux, dont les bâtiments sont désormais classés. Dès le début, il est prévu d'y inclure les services administratifs de l'université, la « Mairie », des implantations commerciales et de loisir, notamment dans le vaste complexe de la Mémé, ainsi qu'une station de métro, Alma, considérée comme œuvre totale. La station de métro fut initialement prévue sous les cliniques universitaires. D'ailleurs, un grand espace à l'état de gros œuvre existe sous l’hôpital, inaccessible au public.
Le centre de Louvain-en-Woluwe est l'œuvre de l'architecte Lucien Kroll. Celui-ci veut construire une ville universitaire en concertation avec les étudiants. C'est notamment ainsi qu'est construit sur la place de l'Alma la Maison médicale (la « Mémé »), vaste bâtiment aux fonctions multiples, avec des logements étudiants aux étages. Les bâtiments sont conçus de manière ambivalente avec deux « ailes » qui s'opposent : dans la Mémé, Lucien Kroll considère par exemple d'une part « l’aile fasciste », aux espaces identiques rabattus sur un long couloir, et d'autre part une aile aux espaces modulables, des variations d'élévation au sein de chaque pièce et des couloirs sinueux. Des kots partagés sont également construits, appelés les « granges ».
Au nord de la place de l'Alma sont situées les bâtiments de l'UCLouvain : les cliniques à l'ouest, les espaces universitaires à l'est. Parmi ces derniers, les Auditoires Centraux, premier bâtiment de l'implantation, accueille les principaux lieux d'enseignement ainsi que la Bibliothèque des sciences de la santé. Rattaché aux Auditoires Centraux, l'auditoire André Simonart, de 900 places, est inauguré en 2015. Plus à l'est se trouvent divers bâtiments académiques et scientifiques, principalement des centres de recherche, dont l'Institut de Duve et la branche belge de l'Institut Ludwig pour la recherche sur le cancer, et ensuite le Centre Sportif Mounier. Enfin, au dessus de la station de métro Crainhem, le campus est cloturé par sa propre caserne de pompiers, PASI UCLouvain du SIAMU, ainsi que la centrale d'électricité et chaufferie.

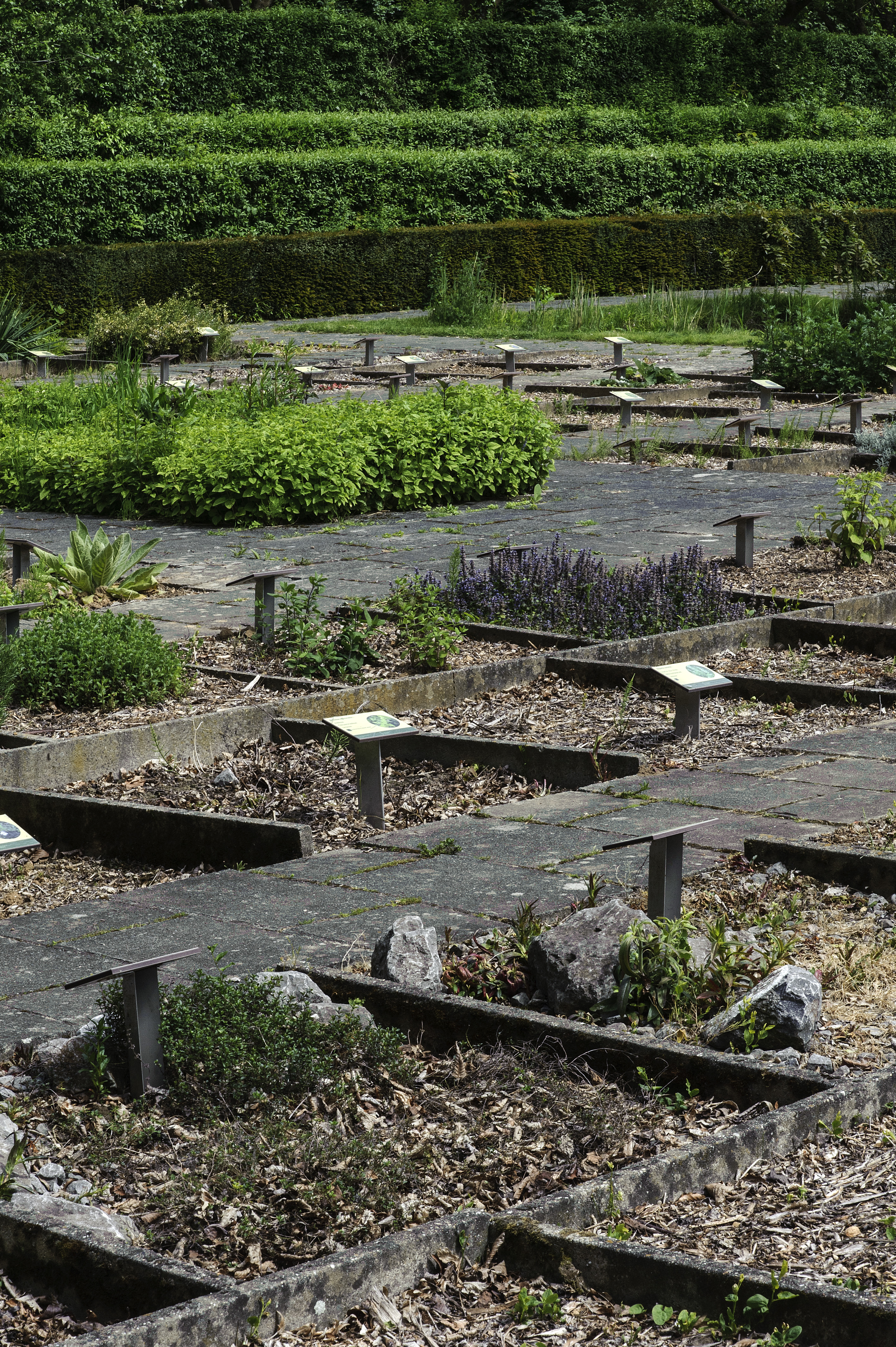
Le jardin des plantes médicinales Paul Moens de l'UCLouvain

Sur la partie orientale du campus, l'on retrouve un parc avec en son sein un jardin botanique de plantes médicinales, le jardin Paul Moens.
Depuis le 19 mars 2019, le campus UCLouvain Bruxelles Woluwe est doté de sa propre antenne de police, constituée de cinq agents de la zone de police Montgomery.
L'UCLouvain Bruxelles Woluwe accueille l'intégralité du Secteur des sciences de la santé de l'UCLouvain, à l'exception de la faculté des sciences de la motricité (FSM) établie à Louvain-la-Neuve.

### Établissements d'enseignement
- Faculté de médecine et médecine dentaire (MEDE) de l'université catholique de Louvain, depuis 1974.
  - École de médecine (MED)
  - École de médecine dentaire et de stomatologie (MDEN)
- Faculté de pharmacie et des sciences biomédicales (FASB) de l'université catholique de Louvain, depuis 1974.
  - École de pharmacie (FARM)
  - École des sciences biomédicales (SBIM)
- Faculté de santé publique (FSP) de l'université catholique de Louvain, établie en 2010[12].
- Haute école Léonard de Vinci :
  - Institut Supérieur d’Enseignement Infirmier (Parnasse-ISEI), depuis 1977.
  - Institut Supérieur Parnasse-Deux Alice (Parnasse-ISEI), depuis 2013.
  - Institut Paul Lambin (IPL), depuis 1973.
- Haute École ICHEC - ECAM - ISFSC :
  - École centrale des arts et métiers (ECAM Bruxelles), depuis 2000
- École pratique des hautes études commerciales (EPHEC), depuis 1991.
- CLL Centres de Langues
- École fondamentale Chapelle-aux-Champs

### Musées
- Musée pharmaceutique Albert Couvreur
- Jardin des plantes médicinales Paul Moens
- Jardin des sculptures de l'UCLouvain

### Établissements sportifs
- Centre Sportif Mounier
- Stone Age - Centre d'escalade
- Club de tennis Time Break - Mounier Tennis Club
- Mounier Fitness Club

## Accès
| ___ | Ce site est desservi par les stations de métro : Alma et Crainhem. |

Différentes lignes de bus de la STIB traversent l'UCLouvain Bruxelles Woluwe. Les cliniques sont desservies par les arrêts UCL Saint-Luc (au nord) et UCL Cliniques (au sud), les bâtiments facultaires par les arrêts Dunette (au nord), UCL Auditoires (au centre), Mounier et Crainhem (à l'est). Le sud du campus est desservi par les arrêts Alma et Vandervelde.